# Mimegralla coeruleifrons
Mimegralla coeruleifrons är en tvåvingeart som först beskrevs av Macquart 1843.  Mimegralla coeruleifrons ingår i släktet Mimegralla och familjen skridflugor. Inga underarter finns listade i Catalogue of Life.